# Saint-Lambert-de-Lauzon
Saint-Lambert-de-Lauzon ist eine Gemeinde in der kanadischen Provinz Québec. 
Die Gemeinde liegt 25 km südlich der Provinzhauptstadt Québec in der MRC La Nouvelle-Beauce in der Verwaltungsregion Chaudière-Appalaches. Seit dem 10. Juni 2013 besitzt der Ort den Status einer Munizipalität. Saint-Lambert-de-Lauzon liegt am Ostufer des Flusses Rivière Chaudière.
Im Jahr 2016 zählte Saint-Lambert-de-Lauzon 6647 Einwohner. 